# Cyathea subincisa
Cyathea subincisa är en ormbunkeart som beskrevs av Karel Domin. Cyathea subincisa ingår i släktet Cyathea och familjen Cyatheaceae. Inga underarter finns listade.